# Chantal Butzek
Chantal Butzek (* 25. Februar 1997 in Paderborn, Nordrhein-Westfalen) ist eine ehemalige deutsche Leichtathletin, die sich auf den Sprint und Hürdenlauf spezialisiert hatte. Sie trat auch in der 4-mal-100-Meter-Staffel an.

## Berufsweg
Nach dem Erreichen ihrer Allgemeinen Hochschulreife am Katholischen Gymnasium St. Michael des Erzbistums Paderborn absolvierte Chantal Butzek ihr Lehramtsstudium mit den Fächern Germanistik und Sport an der Universität Paderborn.

## Sportliche Karriere
2011 erkannten Sportlehrerinnen des katholischen Gymnasiums St. Michael in Paderborn bei den Bundesjugendspielen Chantals Talent und sie absolvierte ein Probetraining beim LC Paderborn. Bei Karsten Lenz, einem Trainer des LC Paderborn, hat Chantal die Grundlagen erlernt. Anschließend ging Chantal zur Leistungsgruppe, da dort bessere Trainingsbedingungen herrschten und es eine leistungsstärkere Trainingsgruppe gab.
2012 war sie Westfälische Meisterin sowohl in der Halle über 60 Meter und 60 Meter Hürden als auch Freiluft über die 100 Meter.
Die vier besten 60-Meter-Zeiten ihrer Karriere erreichte sie im Winter 2015/16. Dabei ist sie zwischen 7,27 und 7,30 s gelaufen. Schon 2015 hatte Chantal Butzek mit 7,31 s eine starke Hallensaison hingelegt, musste sich dann aber wegen eines Sturzes schonen.
Zwei Jahre nach ihrem Einstieg in den Leistungssport der Leichtathletik gelang es ihr, zwei Sprinttitel über 60 Meter und 60 Meter Hürden bei den Deutschen Jugendhallenmeisterschaften im Sindelfinger Glaspalast zu erlangen. Als B-Jugendliche gewann sie sowohl über die Hürden als auch über die flache Kurzsprintstrecke die Goldmedaillen gegen die um bis zu zwei Jahre ältere Konkurrenz.
Am 21. Februar 2016 wurde sie bei den Deutschen Jugendhallenmeisterschaften in Dortmund Deutsche Hallenmeisterin mit persönlicher Bestleistung von 7,27 s über 60 Meter.
Im März 2016 nahm sie an den Hallenweltmeisterschaften in Portland (Oregon)/USA teil und kam mit 7,45 s ins Halbfinale.
Butzek startete seit 2010 für den LC Paderborn. Ende 2020 ließ Butzek ihre Leichtathletik-Karriere ausklingen.

## Erfolge

### National
- Westfälische Hallenmeisterin 2012 (60 m)
- Westfälische Hallenmeisterin 2012 (60 m Hürden)
- Westfälische Meisterin 2012 (100 m)
- Deutsche U18-Meisterin 2013 (100 m Hürden)
- Deutsche U20-Meisterin 2013 (100 m Hürden)
- Deutsche U20-Hallenmeisterin 2014 (60 m Hürden)
- Deutsche U18-Vizemeisterin 2014 (100 m Hürden)
- Deutsche U20-Hallenmeisterin 2014 (60 m)
- Deutsche U20-Hallenmeisterin 2015 (60 m)
- Deutsche U20-Vizehallenmeisterin Deutsche Jugendhallenmeisterschaften 2015 (60 m Hürden)
- Deutsche U20-Hallenmeisterin Deutsche Jugendhallenmeisterschaften 2016 (60 m)
- 4. Platz Hallen-DM der Frauen 2016 (60 m)
- Westfälische Hallenmeisterin der Frauen 2017 (60 m)

Deutscher U18-Rekord über 60 m Hürden

### International
- 6. Platz bei den Jugendweltmeisterschaften 2013 (100 m Hürden)
- 3. Platz bei den Juniorenweltmeisterschaften 2014 mit der 4-mal-100-Meter-Staffel
- Teilnahme bei den U20-Europameisterschaften 2015
- 3. Platz bei den Juniorenweltmeisterschaften 2016 mit der 4-mal-100-Meter-Staffel
- Teilnahme bei den Hallenweltmeisterschaften 2016 (60 m)

## Bestleistungen
(Stand: 17. Oktober 2017)
Halle
- 60 m: 7,25 s, 10. Februar 2017 in Erfurt
- 60 m Hürden 76,2 Abstand 8,5 m: 8,32 s, 8. Februar 2014 in Bielefeld
- 60 m Hürden 83,8: 8,42 s, 15. Februar 2014 in Sindelfingen

Freiluft
- 100 m: 11,59 s (+0,5 m/s), 29. Juli 2016 in Mönchengladbach
- 100 m Hürden 76,2: 13,40 s (+0,0 m/s), 11. Juli 2013 in Donetsk